# Associação de Atletismo de Castelo Branco
A Associação de Atletismo de Castelo Branco (AACB) é uma organização regional de Atletismo, sócio efectivo da Federação Portuguesa de Atletismo e membro do Agrupamento das Beiras. É da sua competência a regulação e promoção do atletismo no Distrito de Castelo Branco.